# Marcin Oleksy
Marcin Oleksy (ur. 11 kwietnia 1987 w Nowej Soli) – polski ampfutbolista, występujący na pozycji napastnika w Miedziowych Polkowice (2019–2020), Warcie Poznań (2020–2024) i Śląsku Wrocław (od 2025). Od 2021 reprezentant Polski. Zwycięzca plebiscytu na Bramkę Roku 2022 FIFA Puskás Award.

## Życiorys
Przed 2010 rokiem był bramkarzem trzecioligowej Arki Nowa Sól oraz czwartoligowej Korony Kożuchów. Jego trener, Andrzej Sawicki, twierdził, że Oleksy miał duży talent i mógł zajść wyżej. Jednak w połowie 2010 roku Marcin zawiesił karierę piłkarską, żeby skupić się na pracy zawodowej jako robotnik.
20 listopada 2010 roku został potrącony przez samochód w trakcie pracy na drodze w Zielonej Górze, w wyniku czego stracił lewą nogę. Dziewięć lat później rozpoczął swoją karierę jako ampfutbolista. Najpierw trenował z Miedziowymi Polkowice, w 2020 roku dołączył do Warty Poznań, a w 2021 roku dostał nagrodę dla odkrycia sezonu PZU Amp Futbol Ekstraklasy. W tym samym roku został powołany do reprezentacji Polski. W klubie występuje jako napastnik, w drużynie narodowej zaś jest obrońcą. Z krajową reprezentacją zajął 13. miejsce podczas mistrzostw świata 2022.
Według stanu na luty 2023 roku w PZU Amp Futbol Ekstraklasie zdobył 11 bramek oraz zanotował 8 asyst. Treningi piłkarskie łączył wówczas z pracą operatora koparki.
W 2024 r. pełnił funkcję trenera reprezentacji Polski w amp futbolu kobiet podczas Mistrzostw Świata w Kolumbii.
Ojciec dwójki dzieci: Tomasza i Antoniny. W 2023 został odznaczony Krzyżem Kawalerskim Orderu Odrodzenia Polski.

## Bramka Roku
27 lutego 2023 roku otrzymał na zorganizowanej w Paryżu gali FIFA The Best 2022 nagrodę FIFA Puskás Award za Bramkę Roku. W finale związanego z nagrodą plebiscytu rywalizował z Francuzem Dimitrim Payetem oraz z Brazylijczykiem Richarlisonem. Wygraną zapewnił mu gol strzelony tzw. nożycami 6 listopada 2022 roku w meczu PZU Amp Futbol Ekstraklasy między Wartą Poznań i Stalą Rzeszów rozegranym na Stadionie na Górce w Bielsku-Białej. Asystę przy trafieniu Oleksego zaliczył Dawid Nowak.
Oleksy został pierwszym Polakiem i ampfutbolistą, który otrzymał taką nagrodę.